# Scherpe kamrussula
De scherpe kamrussula (Russula amoenolens) is een paddenstoel uit de familie Russulaceae. Hij komt voornamelijk in een mycorrhiza met eiken terecht. Hij komt dan ook vooral voor in eiken- en haagbeukbossen, minder vaak in naaldbossen, maar ook in grasvelden langs bospaden, dammen en parken. Hij geeft de voorkeur aan droge tot matig frisse, licht zure tot neutrale, kalkarme of oppervlakkig zure grond.

## Kenmerken

### Uiterlijke kenmerken
Hoed
De hoed is 4 tot 8 cm breed. Als het jong is, is het bijna bolvormig, dan convex, als het oud is, is het plat en uitgespreid met een ingedeukt, soms trechtervormig centrum. Het is grijsbruin of omberbruin van kleur, donkerder in het midden dan aan de rand. Vaak is het midden meer olijfzwart getint, terwijl de rand meer vuil-bleek is. In natte toestand is de huid van de hoed vettig-slijmerig en kan tot de helft (de radius van de hoed) worden afgetrokken. De rand is al snel duidelijk geribbeld en bij rijpheid breed geribbeld.
Lamellen
De lamellen zijn smal aangehecht. De lamellen zijn eerst witachtig, dan grijsachtig crèmekleurig en vaak scheurend. Ze zijn vaak vermengd met kortere en gevorkte lamellen. De randen zijn glad.
Steel
De steel heeft een lengte van 3 tot 6 en een dikt van 1 tot 2 cm. De steel is wittig, stevig, maar tegelijkertijd broos. Op oudere leeftijd is de steel meestal gekamerd en hol. Het is qua kleur vergelijkbaar met de hoed, maar meestal bleker. 
Vlees
Het vlees is dun, witachtig en broos. De guaiac-test is positief, het vlees wordt blauw/groen. De FeSO4-reactie is zwak positief, het vruchtvlees wordt roze, maar in sommige gevallen kan de reactie negatief zijn. Bij fenol wordt het paars/bruin, de formoltest is negatief.
Geur en smaak
De smaak is zeer scherp en de geur ranzig.
Sporenprint
De sporenprint is creme (IIa-b volgens Romagnesi).

### Microscopische kenmerken
De duidelijk elliptische sporen zijn 6,3 tot 8,5 (-9) µm lang en 5 tot 6,5 µm breed. De Q-waarde (verhouding tussen lengte en breedte van de sporen) is 1, tot 1,5. Het sporenornament bestaat uit tot 0,6 µm hoge, vrij stekelige en geïsoleerde wratten die slechts plaatselijk schaars met elkaar verbonden zijn. De 37-50 µm lange en 10 tot 12 µm brede basidia zijn clavaat en dragen elk vier sterigma's. De pleurocystidia zijn 42 tot 90 µm lang en 6 tot 10 µm breed en min of meer spoelvormig. De meeste zijn bovenaan toegevoegd, wat betekent dat ze een kleine verlenging hebben. De cheilocystidia zijn vergelijkbaar, meten 47-72 × 6-10 µm. Alle cystidia zijn talrijk en kleuren grijszwart in sulfobenzaldehyde.
De cuticula (epicutis) bevat cilindrische en stompe aan de bovenkant of taps toelopende haren die ongeveer 2-4 µm breed zijn. Cilindrische tot priemvormige pileocystidia komen ook voor tussen de haarachtige hyfencellen. Deze zijn 3 tot 7 µm breed en hun inhoud kleurt zwart-grijs-zwart met sulfobenzaldehyde. Soms kunnen de pileocystidia ook verdikt zijn

## Verspreiding

Europese verspreidingsgebied

De scherpe kamrussula is een Europese soort. Hij is ook gevonden in Noord- en Midden-Amerika (Verenigde Staten, Costa Rica), Noord-Afrika (Marokko), Nieuw-Zeeland en de Oceanische Eilanden.
In Nederland komt hij zeer algemeen voor. Hij is niet bedreigd en staat niet op de rode lijst.